# Campionati europei di atletica leggera 2022 - 800 metri piani femminili
La specialità degli 800 metri piani femminili dei campionati europei di atletica leggera 2022 si è svolta il 18, il 19 e il 20 agosto all'Olympiastadion di Monaco di Baviera, in Germania.

## Podio
| Pos.    | Atleta           | Nazionalità   | Tempo   | Note |
| ------- | ---------------- | ------------- | ------- | ---- |
| Oro     | Keely Hodgkinson | Gran Bretagna | 1'59"04 |      |
| Argento | Rénelle Lamote   | Francia       | 1'59"49 |      |
| Bronzo  | Anna Wielgosz    | Polonia       | 1'59"87 |      |

## Situazione pre-gara

### Record
Prima di questa competizione, il record del mondo (RM), il record europeo (EU) e il record dei campionati (RC) erano i seguenti.
| Record                | Prestazione | Atleta                               | Data                                           | Competizione                 |
| --------------------- | ----------- | ------------------------------------ | ---------------------------------------------- | ---------------------------- |
| Record mondiale       | 1'53"28     | Jarmila Kratochvílová Cecoslovacchia | 26 luglio 1983 Monaco di Baviera, Germania Est | Meeting di Monaco di Baviera |
| Record europeo        | 1'53"28     | Jarmila Kratochvílová Cecoslovacchia | 26 luglio 1983 Monaco di Baviera, Germania Est | Meeting di Monaco di Baviera |
| Record dei campionati | 1'55"41     | Olga Mineyeva Unione Sovietica       | 8 settembre 1982 Atene, Grecia                 | Europei 1982                 |

### Campione in carica
La campionessa europea in carica era:
| Campione | Atleta                    | Prestazione | Data                             | Competizione | Note |
| -------- | ------------------------- | ----------- | -------------------------------- | ------------ | ---- |
| Europeo  | Natalija Pryščepa Ucraina | 2'00"38     | 10 agosto 2018 Berlino, Germania | Europei 2018 |      |

### La stagione
Prima di questa gara, le atlete europee con le migliori tre prestazioni dell'anno erano:
| Pos. | Atleta                         | Prestazione | Data                                         |
| ---- | ------------------------------ | ----------- | -------------------------------------------- |
| 1    | Keely Hodgkinson Gran Bretagna | 1'56"38     | 24 luglio 2022 Eugene, Stati Uniti d'America |
| 2    | Laura Muir Gran Bretagna       | 1'57"81     | 6 agosto 2022 Birmingham, Gran Bretagna      |
| 3    | Jemma Reekie Gran Bretagna     | 1'58"44     | 5 giugno 2022 Chorzów, Polonia               |

## Risultati

### Batterie
Le batterie si sono corse a partire dalle 10:45 del 18 agosto. Le prime 3 di ogni batteria (Q) e i 4 tempi migliori tra le escluse (q) si qualificano alle semifinali.

#### Batteria 1
| Posizione | Corsia | Atleta            | Nazionalità | Tempo   | Note |
| --------- | ------ | ----------------- | ----------- | ------- | ---- |
| 1         | 7      | Nataliia Krol     | Ucraina     | 2'00"89 | Q,   |
| 2         | 3      | Lore Hoffmann     | Svizzera    | 2'01"16 | Q    |
| 3         | 2      | Ekaterina Guliyev | Turchia     | 2'01"59 | Q    |
| 4         | 5      | Lucia Pinacchio   | Spagna      | 2'01"63 | q,   |
| 5         | 4      | Elena Bellò       | Italia      | 2'01"80 | q    |
| 6         | 6      | Adrianna Czapla   | Polonia     | 2'01"89 | q    |
| 7         | 8      | Majtie Kolberg    | Germania    | 2'02"52 | q    |
| -         | 1      | Anita Horvat      | Slovenia    | dnf     |      |

#### Batteria 2
| Posizione | Corsia | Atleta           | Nazionalità   | Tempo   | Note |
| --------- | ------ | ---------------- | ------------- | ------- | ---- |
| 1         | 8      | Keely Hodgkinson | Gran Bretagna | 2'03"72 | Q    |
| 2         | 2      | Angelika Sarna   | Polonia       | 2'04"12 | Q    |
| 3         | 4      | Sara Kuivisto    | Finlandia     | 2'04"32 | Q    |
| 4         | 3      | Eloisa Coiro     | Italia        | 2'04"36 |      |
| 5         | 7      | Tanja Spill      | Germania      | 2'04"60 |      |
| 6         | 5      | Audrey Werro     | Svizzera      | 2'06"34 |      |
| 7         | 6      | Agnès Raharolahy | Francia       | 2'07"02 |      |

#### Batteria 3
| Posizione | Corsia | Atleta             | Nazionalità   | Tempo   | Note |
| --------- | ------ | ------------------ | ------------- | ------- | ---- |
| 1         | 6      | Rénelle Lamote     | Francia       | 2'02"22 | Q    |
| 2         | 4      | Alexandra Bell     | Gran Bretagna | 2'02"43 | Q    |
| 3         | 7      | Louise Shanahan    | Irlanda       | 2'02"80 | Q    |
| 4         | 1      | Olha Lyakhova      | Ucraina       | 2'02"91 |      |
| 5         | 3      | Bianka Bartha-Kéri | Ungheria      | 2'02"99 |      |
| 6         | 8      | Marina Martínez    | Spagna        | 2'03"45 |      |
| 7         | 5      | Veronika Sadek     | Slovenia      | 2'04"57 |      |
| -         | 2      | Vanessa Scaunet    | Belgio        | dnf     |      |

#### Batteria 4
| Posizione | Corsia | Atleta             | Nazionalità | Tempo   | Note |
| --------- | ------ | ------------------ | ----------- | ------- | ---- |
| 1         | 1      | Jemma Reekie       | Francia     | 2'02"36 | Q    |
| 2         | 2      | Anna Wielgosz      | Polonia     | 2'02"77 | Q    |
| 3         | 6      | Christina Hering   | Germania    | 2'03"00 | Q    |
| 4         | 7      | Jerneja Smonkar    | Slovenia    | 2'03"24 |      |
| 5         | 8      | Lovisa Lindh       | Svezia      | 2'03"48 |      |
| 6         | 4      | Hedda Hynne        | Norvegia    | 2'03"64 |      |
| 7         | 5      | Eveliina Määttänen | Finlandia   | 2'03"66 |      |
| 8         | 2      | Gabija Galvydytė   | Lituania    | 2'03"92 |      |

### Semifinali
Le semifinali si sono corse a partire dalle 10:50 del 19 agosto. Le prime 3 di ogni semifinale (Q) e i 2 tempi migliori tra le escluse (q) si qualificano alla finale.

#### Semifinale 1
| Posizione | Corsia | Atleta            | Nazionalità   | Tempo   | Note                                     |
| --------- | ------ | ----------------- | ------------- | ------- | ---------------------------------------- |
| 1         | 5      | Keely Hodgkinson  | Gran Bretagna | 2'00"67 | Q                                        |
| 2         | 6      | Anna Wielgosz     | Polonia       | 2'01"05 | Q                                        |
| 3         | 4      | Louise Shanahan   | Irlanda       | 2'01"15 | Q                                        |
| 4         | 1      | Majtie Kolberg    | Germania      | 2'01"20 | Miglior prestazione personale stagionale |
| 5         | 2      | Ekaterina Guliyev | Turchia       | 2'01"32 |                                          |
| 6         | 3      | Elena Bellò       | Italia        | 2'01"67 |                                          |
| 7         | 7      | Nataliia Krol     | Ucraina       | 2'01"84 |                                          |
| 8         | 8      | Adrianna Czapla   | Polonia       | 2'04"15 |                                          |

#### Semifinale 2
| Posizione | Corsia | Atleta           | Nazionalità   | Tempo   | Note                                     |
| --------- | ------ | ---------------- | ------------- | ------- | ---------------------------------------- |
| 1         | 2      | Rénelle Lamote   | Francia       | 2'00"23 | Q                                        |
| 2         | 4      | Jemma Reekie     | Gran Bretagna | 2'00"30 | Q                                        |
| 3         | 5      | Alexandra Bell   | Gran Bretagna | 2'00"53 | Q                                        |
| 4         | 3      | Christina Hering | Germania      | 2'00"86 | q                                        |
| 5         | 7      | Lore Hoffmann    | Germania      | 2'01"12 | q                                        |
| 5         | 2      | Sara Kuivisto    | Finlandia     | 2'01"59 | Miglior prestazione personale stagionale |
| 7         | 8      | Angelika Sarna   | Polonia       | 2'02"15 |                                          |
| 8         | 1      | Lucia Pinacchio  | Spagna        | 2'06"82 |                                          |

### Finale
La finale si è disputata alle 20:15 del 20 agosto.
| Posizione | Corsia | Atleta           | Nazionalità   | Tempo   | Note |
| --------- | ------ | ---------------- | ------------- | ------- | ---- |
| Oro       | 5      | Keely Hodgkinson | Gran Bretagna | 1'59"04 |      |
| Argento   | 6      | Rénelle Lamote   | Francia       | 1'59"49 |      |
| Bronzo    | 1      | Anna Wielgosz    | Polonia       | 1'59"87 |      |
| 4         | 2      | Lore Hoffmann    | Svizzera      | 1'59"92 |      |
| 5         | 3      | Jemma Reekie     | Gran Bretagna | 2'00"31 |      |
| 6         | 7      | Alexandra Bell   | Gran Bretagna | 2'00"68 |      |
| 7         | 8      | Christina Hering | Germania      | 2'00"82 |      |
| 8         | 4      | Louise Shanahan  | Irlanda       | 2'01"64 |      |